# Donald Sutherland
Donald McNicol Sutherland, OC, kanadski filmski, televizijski in gledališki igralec, * 17. julij 1935, Saint John, New Brunswick, Kanada, † 20. junij 2024, Miami, Florida, Združene države Amerike.
Filmska kariera Donalda Sutherlanda je trajala več kot petdeset let. Pogosto je igral nepremagljive bojevnike v vojnih filmih, kot so Dvanajst žigosanih (1967), MASH (1970) in Kellyjevi junaki (1970), zaigral pa je tudi v popularnih filmih, kot so Klute (1971), Invasion of the Body Snatchers (1978) in Navadni ljudje (1980). Eno izmed njegovih zadnjih del je ameriška televizijska serija Umazan, seksi denar. Je oče igralca Kieferja Sutherlanda.